# Муниципальное образование «Иваническ»
Иваническое сельское поселение — муниципальное образование со статусом сельского поселения в
Аларском районе Иркутской области России. Административный центр — село Иваническое.

## Демография
По результатам Всероссийской переписи населения 2010 года
численность населения муниципального образования составила 1357 человек, в том числе 653 мужчины и 704 женщины.
| 2010  | 2011  | 2012  | 2013  | 2014  | 2015  | 2016  |
| ----- | ----- | ----- | ----- | ----- | ----- | ----- |
| 1357  | ↘1352 | ↘1289 | ↘1269 | ↘1233 | ↘1226 | ↘1215 |
| 2017  |       |       |       |       |       |       |
| ↘1197 |       |       |       |       |       |       |

## Состав сельского поселения
| № | Населённый пункт | Тип населённого пункта       | Население |
| - | ---------------- | ---------------------------- | --------- |
| 1 | Иваническое      | село, административный центр | ↘650      |
| 2 | Киркей           | деревня                      | ↘182      |
| 3 | Ключи            | деревня                      | ↘73       |
| 4 | Отрадная         | деревня                      | ↘279      |
| 5 | Шалоты           | деревня                      | ↘105      |